# Cistugo seabrae
Cistugo seabrae (Thomas, 1912) è un Pipistrello della famiglia dei Cistugidi diffuso nell'Africa meridionale.

## Descrizione

### Dimensioni
Pipistrello di piccole dimensioni, con la lunghezza del corpo tra 40 e 54 mm, la lunghezza dell'avambraccio tra 33,1 e 35,4 mm, la lunghezza della coda tra 32 e 40 mm, la lunghezza del piede tra 5 e 6 mm, la lunghezza delle orecchie tra 10 e 11 mm e un peso fino a 4,5 g.

### Aspetto
La pelliccia è corta, densa e liscia. Le parti dorsali sono bruno-giallastre, bruno-arancioni o bruno-grigiastre, mentre le parti ventrali sono arancio-giallastre, bianche o bruno-grigiastre chiare, più chiare nella regione pelvica. Il muso ha la pelle marrone scura. Le orecchie sono relativamente corte, marroni, arrotondate ed appuntite. Le membrane alari sono marroni scure con delle venature più chiare e con 2-3 grosse ghiandole in prossimità di ogni avambraccio. La tibia è priva di peli. La coda è lunga ed inclusa completamente nell'ampio uropatagio, il quale è ricoperto finemente nella parte esterna di peli color crema. Il calcar è lungo e privo di carenatura. Il cariotipo è 2n=50 FNa=48.

## Biologia

### Alimentazione
Si nutre di insetti.

## Distribuzione e habitat
Questa specie è diffusa in Angola sud-occidentale, Namibia occidentale e Sudafrica nord-occidentale.
Vive in ambienti aridi in prossimità di specchi d'acqua.

## Conservazione
La IUCN Red List, considerato il vasto areale, la popolazione presumibilmente numerosa e la mancanza di minacce, classifica C.seabrae come specie a rischio minimo (Least Concern)).